# Куль (Столбцовский район)
Куль (бел. Куль) — деревня в Столбцовском районе Минской области Беларуси. Входит в состав Литвенского сельсовета. До 2013 года была в составе Тесновского сельсовета. Население 783 человека (2009).

## География
Куль находится в 30 км к северу от Столбцов и в 10 км к югу от Ивенца близ границы с Ивенецким районом. Местность принадлежит бассейну Немана, через деревню протекает река Уса в своих верховьях. Через деревню проходит местная дорога Тесновая 2 — Литва.

## Достопримечательности
- Фрагменты дворянской усадьбы XIX века. Сохранились руины усадебного дома и две хозпостройки
- Католическая часовня св. Иосифа (1847 год)